# Локомотивний провулок (Сміла)
Локомотивний провулок (раніше Провулок Амурський) — провулок у місті Сміла Черкаської області. Довжина вулиці приблизно 280 м. Розпочинається від вул. Волгоградської і закінчується перетином з вул. Коробейника. Раніше був названий на честь річки Амур, яка протікає територіями Росії, Китаю та Монголії.